# Iglesia de Nuestra Señora de la O (Sanlúcar de Barrameda)
La iglesia de Nuestra Señora de la O de la ciudad española de Sanlúcar de Barrameda, en la andaluza provincia de Cádiz, es un templo católico. Se trata de la Iglesia Mayor de Sanlúcar y es el templo principal de la Parroquia Matriz de Nuestra Señora de la O. Fue declarada Monumento Histórico-Artístico Nacional en 1931 y, como Bien de Interés Cultural, forma parte del Conjunto histórico-artístico de Sanlúcar de Barrameda, declarado como tal en 1973.

## Responsables pastorales
Su actual párroco es Francisco Varela Figueroa, presbítero de la Iglesia Católica español, nacido en Jerez de la Frontera, y presbítero de la Diócesis de Asidonia-Jerez. Licenciado en Psicología, ingresó en la Orden de la Merced. En 2010 fue ordenando diácono en Madridejos y en 2011 fue ordenado sacerdote en la Basílica de la Merced de su ciudad natal. El 13 de enero de 2015 fue nombrado párroco de Santa María de las Virtudes de Villamartín, donde sucedió a presbítero José Manuel Álvarez Benítez, que fue nombrado párroco emérito y rector del Santuario de Nuestra Señora de las Montañas. El 29 de junio de 2022 fue nombrado Párroco de la Matriz de Nuestra Señora de la O, de Sanlúcar de Barrameda, tomando posesión en septiembre de ese mismo año. 
Su vicario es Juan Franco Pérez, presbítero de la Iglesia Católica español, nacido en Cádiz, en la actualidad presbítero extra-diocesano en la Diócesis de Asidonia-Jerez. En su ciudad natal, fue vestidor de Virgen del Rosario, patrona de Cádiz, durante algo más de una década. Asimismo, fue mayordomo de la Hermandad de la Sagrada Cena. Posteriormente, ingresó en la Orden de Predicadores, siendo ordenado diácono en 2013 en la Basílica de Santa Sabina de Roma y sacerdote en 2015, en la Parroquia de Nuestra Señora del Rosario de Filipinas, en Madrid. El 29 de junio de 2022 fue nombrado vicario de la Parroquia Matriz de Nuestra Señora de la O, de Sanlúcar de Barrameda.
Otros miembros destacados de la pastoral son Pedro Urbano Sánchez, diácono permanente (ordenado en 2020) y Eligio Pérez Pérez, sacristán laico, graduado en ESO.

## Historia del edificio
No hay certeza sobre su fundación, aunque Juan Pedro Velázquez-Gaztelu mantiene que fue fundada en el año 1360 por Isabel de la Cerda Pérez de Guzmán, nieta de Guzmán el Bueno, quien huyendo de la persecución que sufrían los Guzmanes por el rey don Pedro I el Cruel, se refugió en Sanlúcar.

## Descripción del edificio
Esta iglesia está adosada al Palacio de los duques de Medina Sidonia, cuya capilla palatina estaba unida a la Iglesia a través de un gran palco, denominado “la tribuna”, desde donde la familia ducal asistía a los oficios religiosos. La actual tribuna es mucho más pequeña que la original y fue construida hacia 1780.
El templo sigue la tipología de las iglesias parroquiales mudéjares del reino de Sevilla, de planta rectangular con disposición interna basílical, compuesta por tres naves con cubierta de artesonados de madera y con cabecera en forma de ábside poligonal. Sin embargo su aspecto actual es el resultado de un largo proceso constructivo sobre aquella primitiva iglesia durante los siglos XVI, XVII y XVIII.
La fachada de los pies, en la plaza de los condes de Niebla, posee una monumental portada mudéjar, única en su género. Está formada por una única puerta de arco apuntado abocinado con arquivoltas, sobre la que se desarrolla una profusa decoración estructurada en tres pisos. En el inferior se sitúan los escudos de los linajes Pérez de Guzmán y de La Cerda sostenidos por leones rampantes. En el piso central hay una galería de arcos conopiales ciegos. Finalmente, en el superior se desarrolla una batería de columnillas que sostienen una arcatura ciega sobre a cual se despliega un paño realizado en labor de sebka. Remata el conjunto un tejaroz sostenido por canes.
El templo se construyó adosado a los muros del llamado Alcázar viejo y, según Velázquez Gaztelu, se aprovechó una de sus torre para la construcción del campanario. El campanario actual de la torre es un añadido realizado en 1604 por el arquitecto Alonso de Vandelvira en estilo manierista, por encargo de Alonso Pérez de Guzmán y Sotomayor, VII duque de Medina Sidonia. El primer cuerpo de campanas es de planta cuadrangular mientras que el segundo es de planta elíptica.
También en el siglo XVII se reforzaron los esbeltos pilares y los arcos formeros de ojiva se convirtieron en arcos de medio punto. Con esta reforma se pretendió robustecer la estructura para que fuera capaz de sostener una cubierta mucho más pesada y algo más alta que la original. Asimismo, con el paso de los siglos se fueron adosando varias capillas al cuerpo original del edificio, lo que le restó al edificio la simplicidad estructural que tuvo en origen.
En su interior es destacable la Capilla de San Sebastián, costeada por Alonso de Zárate, administrador de la Aduana, a mediados del siglo XVI. En ella destaca la portada plateresca y una tabla manierista del pintor portugués Vasco Pereira, que representa el Martirio de San Sebastián. Asimismo, junto a la Capilla del Sagrario existe un cuadro que representa el Descendimiento de Cristo, obra de la escuela flamenca del siglo XVI, relacionado con el estilo Pedro de Campaña, artista flamenco formado en Italia, retablo de la Inmaculada atribuido a Francisco de Herrera "el Viejo", "Llanto sobre Cristo Muerto", de Abraham Janssens, "Sagrada Parentela" de Hernando de Esturmio, Retablo del Cristo de la Vera-Cruz de Juan de Roelas, "Nuestra Señora del Rosario" de Juan del Castillo.
Respecto a la orfebrería, destaca la custodia procesional del Corpus, del siglo XVIII, obra de Gómez de Paz, realizada en plata, oro y piedras preciosas, el templete del corpus del siglo XVII de plata, los frontales de plata del altar mayor y capilla del sagrario, los blandones de plata, los candelabros de plata del altar mayor, cruz procesional de plata, cálices, copones, etc. 

Capilla sacramental. Se construyó a instancias de la desaparecida Hermandad del Santísimo Sacramento de la parroquia mayor sanluqueña en la segunda mitad Del Siglo XVIII. Tiene un gran decorado arquitectónico esta capilla. El Retablo de la capilla es obra valiosísima de 1727, que fue Costeado Por Una Hermana De La Desaparecida Hermandad. Los Ángeles Lampararios Son Obra De La Escuela Genovesa Del siglo XVIII. La Inmaculada Concepción Que Preside La Capilla Es Obra De Diego Roldán De 1750 Y El Sagrario De Plata, Antíquisimo Es Del siglo XVII Al siglo XVIII. Capilla De Ánimas. Está Coqueta Pero Bella Capilla Se Construye Gracias A La Desaparecida Archicofradía De Las Ánimas Benditas Del Purgatorio Que Existía En La Parroquia Mayor Sanluqueña. Su Construcción Se Puede Datar Entre Finales Del siglo XVIII O Principios Del siglo XIX, Entre Sus Imágenes Destacadas Son Un Crucificado Que Era Propiedad De La Desaparecida Archicofradía De Las Ánimas Benditas Del Purgatorio, Que Data Del siglo XIX Y Nuestra Señora Del Sufragio, Antigua Titular De Está Desaparecida Archicofradía Que Data Del siglo XVII.